# Кубок Англії з футболу 1936—1937
Кубок Англії з футболу 1936—1937 — 62-й розіграш найстарішого футбольного турніру у світі, Кубка виклику Футбольної Асоціації, також відомого як Кубок Англії. Вперше титул здобув Сандерленд.

## Перший раунд
| Дата                  | Господарі                  | Рахунок | Гості                       |
| --------------------- | -------------------------- | ------- | --------------------------- |
| 28 листопада          | Дартфорд                   | 3:0     | Пітерборо Юнайтед           |
| 28 листопада          | Борнмут енд Боском Атлетік | 5:1     | Гарвіч-енд-Паркстон         |
| 28 листопада          | Барроу                     | 0:4     | Менсфілд Таун               |
| 28 листопада          | Бат Сіті                   | 1:2     | Танбрідж Веллс Рейнджерс    |
| 28 листопада          | Волсолл                    | 3:0     | Сканторп-енд-Ліндсі Юнайтед |
| 28 листопада          | Кру Александра             | 5:1     | Рочдейл                     |
| 28 листопада          | Лінкольн Сіті              | 1:1     | Нью-Брайтон                 |
| 2 грудня Перегравання | Нью-Брайтон                | 2:3     | Лінкольн Сіті               |
| 28 листопада          | Свіндон Таун               | 6:0     | Далвіч Гамлет               |
| 28 листопада          | Іпсвіч Таун                | 2:1     | Вотфорд                     |
| 28 листопада          | Ілфорд                     | 2:4     | Редінг                      |
| 28 листопада          | Квінз Парк Рейнджерс       | 5:1     | Брайтон енд Гоув Альбіон    |
| 28 листопада          | Аккрінгтон Стенлі          | 3:1     | Веллінгтон Таун             |
| 28 листопада          | Саут Ліверпуль             | 1:0     | Моркем                      |
| 28 листопада          | Шилдон                     | 4:2     | Стейлібрідж Селтік          |
| 28 листопада          | Карлайл Юнайтед            | 2:1     | Стокпорт Каунті             |
| 28 листопада          | Клептон Орієнт             | 2:1     | Торкі Юнайтед               |
| 28 листопада          | Олдем Атлетік              | 1:0     | Транмер Роверз              |
| 28 листопада          | Крістал Пелес              | 1:1     | Саутенд Юнайтед             |
| 2 грудня Перегравання | Саутенд Юнайтед            | 2:0     | Крістал Пелес               |
| 28 листопада          | Ексетер Сіті               | 3:0     | Фолкстоун                   |
| 28 листопада          | Блайт Спартанс             | 0:2     | Рексем                      |
| 28 листопада          | Кардіфф Сіті               | 3:1     | Саутгол                     |
| 28 листопада          | Фріклі Кольєрі             | 0:2     | Саутпорт                    |
| 28 листопада          | Бертон Таун                | 5:1     | Віган Атлетік               |
| 28 листопада          | Галіфакс Таун              | 1:2     | Дарлінгтон                  |
| 28 листопада          | Ньюпорт Каунті             | 3:0     | Бристоль Сіті               |
| 28 листопада          | Йовіл-енд-Петтерс Юнайтед  | 4:3     | Вортінг                     |
| 28 листопада          | Райд Спортс                | 1:5     | Джиллінгем                  |
| 28 листопада          | Волтемстоу Авеню           | 6:1     | Нортгемптон Таун            |
| 28 листопада          | Корінтіан                  | 0:2     | Бристоль Роверз             |
| 28 листопада          | Йорк Сіті                  | 5:2     | Галл Сіті                   |
| 28 листопада          | Ротергем Юнайтед           | 4:4     | Гартлпул Юнайтед            |
| 2 грудня Перегравання | Гартлпул Юнайтед           | 2:0     | Ротергем Юнайтед            |
| 28 листопада          | Олдершот                   | 1:6     | Міллволл                    |
| 28 листопада          | Ґейтсгед                   | 2:0     | Ноттс Каунті                |
| 28 листопада          | Бостон Юнайтед             | 1:1     | Спеннімур Юнайтед           |
| 2 грудня Перегравання | Спеннімур Юнайтед          | 2:0     | Бостон Юнайтед              |

## Другий раунд
До другого раунду увійшли переможці першого раунду. 
| Дата                   | Господарі                 | Рахунок | Гості                      |
| ---------------------- | ------------------------- | ------- | -------------------------- |
| 12 грудня              | Редінг                    | 7:2     | Ньюпорт Каунті             |
| 12 грудня              | Волсолл                   | 1:1     | Йовіл-енд-Петтерс Юнайтед  |
| 16 грудня Перегравання | Йовіл-енд-Петтерс Юнайтед | 0:1     | Волсолл                    |
| 12 грудня              | Кру Александра            | 1:1     | Гартлпул Юнайтед           |
| 16 грудня Перегравання | Гартлпул Юнайтед          | 1:2     | Кру Александра             |
| 12 грудня              | Лінкольн Сіті             | 2:3     | Олдем Атлетік              |
| 12 грудня              | Рексем                    | 2:0     | Джиллінгем                 |
| 12 грудня              | Іпсвіч Таун               | 1:2     | Спеннімур Юнайтед          |
| 12 грудня              | Аккрінгтон Стенлі         | 1:0     | Танбрідж Веллс Рейнджерс   |
| 12 грудня              | Бристоль Роверз           | 2:1     | Саутпорт                   |
| 12 грудня              | Саут Ліверпуль            | 0:1     | Квінз Парк Рейнджерс       |
| 12 грудня              | Шилдон                    | 0:3     | Дартфорд                   |
| 12 грудня              | Міллволл                  | 7:0     | Ґейтсгед                   |
| 12 грудня              | Карлайл Юнайтед           | 4:1     | Клептон Орієнт             |
| 12 грудня              | Саутенд Юнайтед           | 3:3     | Йорк Сіті                  |
| 16 грудня Перегравання | Йорк Сіті                 | 2:1     | Саутенд Юнайтед            |
| 12 грудня              | Менсфілд Таун             | 0:3     | Борнмут енд Боском Атлетік |
| 12 грудня              | Кардіфф Сіті              | 2:1     | Свіндон Таун               |
| 12 грудня              | Бертон Таун               | 1:2     | Дарлінгтон                 |
| 12 грудня              | Волтемстоу Авеню          | 2:3     | Ексетер Сіті               |

## Третій раунд
| Дата                  | Господарі               | Рахунок | Гості                      |
| --------------------- | ----------------------- | ------- | -------------------------- |
| 16 січня              | Честер                  | 4:0     | Донкастер Роверз           |
| 16 січня              | Честерфілд              | 1:5     | Арсенал                    |
| 16 січня              | Дартфорд                | 0:1     | Дарлінгтон                 |
| 16 січня              | Бері                    | 1:0     | Квінз Парк Рейнджерс       |
| 16 січня              | Престон Норт-Енд        | 2:0     | Ньюкасл Юнайтед            |
| 16 січня              | Саутгемптон             | 2:3     | Сандерленд                 |
| 16 січня              | Волсолл                 | 3:1     | Барнслі                    |
| 16 січня              | Ноттінгем Форест        | 2:4     | Шеффілд Юнайтед            |
| 16 січня              | Блекберн Роверз         | 2:2     | Аккрінгтон Стенлі          |
| 20 січня Перегравання | Аккрінгтон Стенлі       | 3:1     | Блекберн Роверз            |
| 16 січня              | Астон Вілла             | 2:3     | Бернлі                     |
| 16 січня              | Шеффілд Венсдей         | 2:0     | Порт Вейл                  |
| 16 січня              | Вулвергемптон Вондерерз | 6:1     | Мідлсбро                   |
| 16 січня              | Кру Александра          | 0:2     | Плімут Аргайл              |
| 16 січня              | Вест-Бромвіч Альбіон    | 7:1     | Спеннімур Юнайтед          |
| 16 січня              | Лутон Таун              | 3:3     | Блекпул                    |
| 20 січня Перегравання | Блекпул                 | 1:2     | Лутон Таун                 |
| 16 січня              | Евертон                 | 5:0     | Борнмут енд Боском Атлетік |
| 16 січня              | Рексем                  | 1:3     | Манчестер Сіті             |
| 16 січня              | Брентфорд               | 5:0     | Гаддерсфілд Таун           |
| 16 січня              | Бристоль Роверз         | 2:5     | Лестер Сіті                |
| 16 січня              | Ковентрі Сіті           | 2:0     | Чарльтон Атлетік           |
| 16 січня              | Портсмут                | 0:5     | Тоттенгем Готспур          |
| 16 січня              | Вест Гем Юнайтед        | 0:0     | Болтон Вондерерз           |
| 20 січня Перегравання | Болтон Вондерерз        | 1:0     | Вест Гем Юнайтед           |
| 16 січня              | Манчестер Юнайтед       | 1:0     | Редінг                     |
| 16 січня              | Норвіч Сіті             | 3:0     | Ліверпуль                  |
| 16 січня              | Бредфорд Сіті           | 2:2     | Йорк Сіті                  |
| 20 січня Перегравання | Йорк Сіті               | 1:0     | Бредфорд Сіті              |
| 16 січня              | Міллволл                | 2:0     | Фулгем                     |
| 16 січня              | Челсі                   | 4:0     | Лідс Юнайтед               |
| 16 січня              | Бредфорд Парк-Авеню     | 0:4     | Дербі Каунті               |
| 16 січня              | Ексетер Сіті            | 3:0     | Олдем Атлетік              |
| 16 січня              | Кардіфф Сіті            | 1:3     | Грімсбі Таун               |
| 16 січня              | Свонсі Сіті             | 1:0     | Карлайл Юнайтед            |
| 16 січня              | Сток Сіті               | 4:1     | Бірмінгем Сіті             |

## Четвертий раунд
У цьому раунді зіграли переможці попереднього етапу.
| Дата                  | Господарі               | Рахунок | Гості                   |
| --------------------- | ----------------------- | ------- | ----------------------- |
| 30 січня              | Бернлі                  | 4:1     | Бері                    |
| 30 січня              | Престон Норт-Енд        | 5:1     | Сток Сіті               |
| 30 січня              | Болтон Вондерерз        | 1:1     | Норвіч Сіті             |
| 4 лютого Перегравання | Норвіч Сіті             | 1:2     | Болтон Вондерерз        |
| 30 січня              | Грімсбі Таун            | 5:1     | Волсолл                 |
| 30 січня              | Вулвергемптон Вондерерз | 2:2     | Шеффілд Юнайтед         |
| 4 лютого Перегравання | Шеффілд Юнайтед         | 1:2     | Вулвергемптон Вондерерз |
| 30 січня              | Вест-Бромвіч Альбіон    | 3:2     | Дарлінгтон              |
| 30 січня              | Дербі Каунті            | 3:0     | Брентфорд               |
| 30 січня              | Лутон Таун              | 2:2     | Сандерленд              |
| 3 лютого Перегравання | Сандерленд              | 3:1     | Лутон Таун              |
| 30 січня              | Евертон                 | 3:0     | Шеффілд Венсдей         |
| 30 січня              | Тоттенгем Готспур       | 1:0     | Плімут Аргайл           |
| 30 січня              | Манчестер Сіті          | 2:0     | Аккрінгтон Стенлі       |
| 30 січня              | Ковентрі Сіті           | 2:0     | Честер                  |
| 30 січня              | Міллволл                | 3:0     | Челсі                   |
| 30 січня              | Ексетер Сіті            | 3:1     | Лестер Сіті             |
| 30 січня              | Свонсі Сіті             | 0:0     | Йорк Сіті               |
| 3 лютого Перегравання | Йорк Сіті               | 1:3     | Свонсі Сіті             |
| 30 січня              | Арсенал                 | 5:0     | Манчестер Юнайтед       |

## П'ятий раунд
На цьому етапі зіграли переможці попереднього раунду.
| Дата                   | Господарі               | Рахунок | Гості                   |
| ---------------------- | ----------------------- | ------- | ----------------------- |
| 20 лютого              | Бернлі                  | 1:7     | Арсенал                 |
| 20 лютого              | Престон Норт-Енд        | 5:3     | Ексетер Сіті            |
| 20 лютого              | Болтон Вондерерз        | 0:5     | Манчестер Сіті          |
| 20 лютого              | Грімсбі Таун            | 1:1     | Вулвергемптон Вондерерз |
| 24 лютого Перегравання | Вулвергемптон Вондерерз | 6:2     | Грімсбі Таун            |
| 20 лютого              | Сандерленд              | 3:0     | Свонсі Сіті             |
| 20 лютого              | Евертон                 | 1:1     | Тоттенгем Готспур       |
| 22 лютого Перегравання | Тоттенгем Готспур       | 4:3     | Евертон                 |
| 20 лютого              | Ковентрі Сіті           | 2:3     | Вест-Бромвіч Альбіон    |
| 20 лютого              | Міллволл                | 2:1     | Дербі Каунті            |

## Шостий раунд
На цьому етапі зіграли переможці попереднього раунду.
| Дата                    | Господарі               | Рахунок | Гості                   |
| ----------------------- | ----------------------- | ------- | ----------------------- |
| 6 березня               | Вулвергемптон Вондерерз | 1:1     | Сандерленд              |
| 10 березня Перегравання | Сандерленд              | 2:2     | Вулвергемптон Вондерерз |
| 15 березня Перегравання | Сандерленд              | 4:0     | Вулвергемптон Вондерерз |
| 6 березня               | Вест-Бромвіч Альбіон    | 3:1     | Арсенал                 |
| 6 березня               | Тоттенгем Готспур       | 1:3     | Престон Норт-Енд        |
| 6 березня               | Міллволл                | 2:0     | Манчестер Сіті          |

## Півфінали
У півфіналах зіграли команди, що перемогли на попередньому етапі.
| Дата      | Господарі        | Рахунок | Гості                |
| --------- | ---------------- | ------- | -------------------- |
| 10 квітня | Престон Норт-Енд | 4:1     | Вест-Бромвіч Альбіон |
| 10 квітня | Сандерленд       | 2:1     | Міллволл             |

## Фінал
| 1 травня 1937 |

| Сандерленд                        | 3:1      | Престон Норт-Енд |
| --------------------------------- | -------- | ---------------- |
| Герні 52' Картер 73' Бербенкс 78' | Протокол | Ф.О'Доннелл 38'  |

| Вемблі, Лондон Глядачів: 93 495 Арбітр: Р.Г.Радд |